# Cosmopolitan Productions
Cosmopolitan Productions (später: Cosmopolitan Pictures Corporation) war ein amerikanisches Filmproduktionsunternehmen. Die Gesellschaft existierte von 1918 bis 1938 und wurde von dem Medienunternehmer William Randolph Hearst zunächst ausschließlich für den Zweck gegründet, die Filme von Marion Davies zu produzieren.

## Geschichte
William Randolph Hearst gründete Cosmopolitan 1918 als Teil der International Film Service Company, Inc. in New York, um die Filmkarriere seiner Geliebten, der Schauspielerin Marion Davies zu forcieren. Die Filme wurden zunächst über den Verleihapparat von Select Picture Corporation und dann über Famous Players-Lasky, die Vorgängergesellschaft der Paramount vertrieben. Die ursprünglichen Pläne von Hearst, sich der neu gegründeten Gesellschaft United Artists anschließen zu können, waren zuvor gescheitert. Im Gegenzug für die Kooperation erhielten die Filme von Paramount in den zahlreichen Printmedien des Hearst-Imperiums eine bevorzugte und in der Regel stets positive Berichterstattung.
Nach einem Streit um die Verleihmodalitäten löste Hearst die Verbindung mit Paramount und wechselte über die Goldwyn Distribution Corporation schließlich zur neugegründeten MGM. 1934 endete auch diese Verbindung, hauptsächlich aufgrund von Konflikten über die Rollenangebote für Marion Davies. Insbesondere der Streit um die Besetzung der Filme The Barretts of Wimpole Street und Marie-Antoinette führte schließlich zum Bruch, nachdem Irving Thalberg die Rollen für seine Ehefrau Norma Shearer gesichert hatte. Ein erneuter Wechsel brachte Cosmopolitan schließlich zu Warner Brothers. 1938 wurde die Gesellschaft aufgrund finanzieller Probleme von Hearst liquidiert, die letzten Filme gelangten über 20th Century Fox in den Verleih.
Soweit es die Filme von Marion Davies betraf, wurden diese in der Regel ohne Rücksicht auf die Kosten produziert. Das Budget für  When Knighthood Was in Flower von Robert G. Vignola (1922) betrug fast 1.800.000 US-Dollar. Im Vergleich zu den teilweise extrem harten Arbeitsbedingungen in den Studios, die Filme innerhalb von 15 Tagen abdrehten und die Schauspieler von Montag bis Samstag jeweils über 18 Stunden im Studio verbringen mussten, herrschte am Set der Davies Filme stets eine entspannte Atmosphäre ohne Zeitdruck. Bing Crosby, der mit Marion Davies 1933 bei Going Hollywood zusammenarbeitete, berichtete noch Jahrzehnte später über die Arbeitsbedingungen. Der Drehbeginn war um 10 Uhr Vormittags und die Arbeiten wurde schon um 12 Uhr für eine zweistündige Mittagspause unterbrochen. Am Nachmittag endete die Arbeit bereits wieder um 16 Uhr. Am Ende dauerte es fast vier Monate, ehe der Film abgedreht wurden.

## Filmografie (Auswahl)
(+) bezeichnet Marion Davies Produktionen
- 1922: When Knighthood Was in Flower (+)
- 1923: Little Old New York (+)
- 1926: Fluten der Leidenschaft (The Torrent)
- 1926: Beverly of Graustark (+)
- 1926: Dämon Weib (The Temptress)
- 1926: The Flaming Forest
- 1927: The Understanding Heart
- 1927: The Fair Co-Ed (+)
- 1928: The Patsy (+)
- 1928: Es tut sich was in Hollywood (Show People) (+)
- 1928: Our Dancing Daughters
- 1928: White Shadows on the South Seas
- 1929: Marianne (+)
- 1930: Not So Dumb (+)
- 1930: The Bachelor Father (+)
- 1930: The Floradora Girl (+)
- 1931: It’s a Wise Child (+)
- 1931: Five and Ten (+)
- 1932: Polly of the Circus (+)
- 1932: Blondie of the Follies (+)
- 1933: Zwischen heut und morgen (Gabriel Over the White House)
- 1933: Going Hollywood (+)
- 1933: Peg o’My Heart (+)
- 1934: Men in White
- 1934: Manhattan Melodrama
- 1934: Operator 13 (+)
- 1935: Page Miss Glory (+)
- 1936: Kain und Mabel (Cain and Mabel) (+)
- 1936: Hearts Divided (+)
- 1936: Der Erbe des Hauses Farrington (Give Me Your Heart)
- 1937: Ever Since Eve (+)
- 1938: White Banners
- 1939: Young Mr. Lincoln
- 1939: The Story of Alexander Graham Bell